# Нижняя Гусынка
Нижняя Гусынка — хутор в Прохоровском районе Белгородской области. Входит в состав Радьковского сельского поселения.

## География
Находится в северной части Белгородской области, в лесостепной зоне, в пределах юго-западного склона Среднерусской возвышенности, на левом берегу реки Донецкая Сеймица, вблизи места впадения в неё реки Журавки, на расстоянии примерно 11 километров (по прямой) к северо-востоку от Прохоровки, административного центра района. Абсолютная высота — 198 метров над уровнем моря.

### Климат
Климат характеризуется как умеренно континентальный, с относительно мягкой зимой и тёплым продолжительным летом. Среднегодовая температура воздуха — 5,4 °C. Средняя температура воздуха самого холодного месяца (января) — −9,2 °C; самого тёплого месяца (июля) — 16,4 — 24,3 °C. Безморозный период длится в среднем 155—160 дней. Годовое количество атмосферных осадков — 527—595 мм, из которых большая часть выпадает в тёплый период.

## История
В документах 1790-х годов упоминается хутор Гусынка, расположенный рядом со слободой Радьковкой. Название хутор получил от протекающей неподалеку реки с одноименным названием. Изначально хутор упоминается как единое поселение. Разделение на два разных объекта произошло не ранее 1920-х годов XX века.
По архивным материалам на хуторе Нижняя Гусынка проживало 539 человек. На хуторе работала начальная школа. 
С приходом коллективизации в 1929 году в Нижней Гусынке образовали колхоз им. Ленина, образованный из тридцати крестьянских хозяйств. 
Но тот момент хутор под административным управлением Журавского сельского Совета. В колхозе действовали две пчеловодческие бригады. К 1940-му году колхоз имел 468 га земли, помимо заготовления сена жители занимались выращиванием сахарной свеклы, различными аграрными культурами, имелась молочно-товарная ферма, племенная конеферма, свино- и овцефермы, птицеферма, три молотилки, три ветряные мельницы. 
К началу Великой Отечественной войны, в 1941 году колхоз считался одним из передовых в районе, однако, практически все мужское население было вынуждено уйти на фронт, а во время фашистской оккупации все имущество было уничтожено. Во время войны здание школы использовалось как госпиталь. 
Многие, оставшиеся в тылу, жители хутора участвовали в строительстве железнодорожной ветки Старый Оскол – Ржава. В боевых действиях на защите своей родины принимали участие и священнослужители, такой как выходец из хутора Нижняя Гусынка Кирилл Романович Волошенко. 
После завершения войны, жители хутора начали восстановление хозяйственных построек на хуторе, возрождались животноводческие фермы, засевались поля. К 1950-му году в колхозе уже были 120 лошадей, птицеферма, овцеферма (100 голов), коровник. В это время произошло слияние нескольких колхозов в укрупненный колхоз им. Ленина.  
В 1960-х годах строится клуб, работала лавка с товарами первой необходимости, в 1970 - открылся магазин.

### Часовой пояс
Хутор Нижняя Гусынка как и вся Белгородская область, находится в часовой зоне МСК (московское время). Смещение применяемого времени относительно UTC составляет +3:00.

## Население
| 2002 | 2010 |
| ---- | ---- |
| 111  | ↘105 |

### Половой состав
По данным Всероссийской переписи населения 2010 года в гендерной структуре населения мужчины составляли 42,9 %, женщины — соответственно 57,1 %.

### Национальный состав
Согласно результатам переписи 2002 года, в национальной структуре населения русские составляли 76 %.